# Barbara Polańska
Barbara Feliksa Polańska (ur. 29 lipca 1938 w Warszawie) – polska polityk, posłanka na Sejm PRL IX kadencji.

## Życiorys
Córka Feliksa i Feliksy Polańskich. W 1963 uzyskała tytuł magistra inżyniera chemii na Politechnice Warszawskiej. Należała do Zrzeszenia Studentów Polskich. Od 1963 pracowała w Fabryce Kosmetyków „Pollena-Uroda” w Warszawie na stanowiskach: stażysty, mistrza działu, kierownika działu, szefa produkcji fabryki, zastępcy dyrektora ds. technicznych i dyrektora naczelnego. W drugiej połowie lat 60. wstąpiła do Polskiej Zjednoczonej Partii Robotniczej. Była sekretarzem oddziałowej organizacji partyjnej, członkiem egzekutywy Komitetu Dzielnicowej PZPR Warszawa Praga-Północ (od 1973, zaś od 1974 jego egzekutywy), delegatem na VI Zjazd PZPR oraz radną Stołecznej Rady Narodowej (zasiadała w jej prezydium). W latach 1985–1989 pełniła mandat posłanki na Sejm PRL IX kadencji w okręgu Warszawa Praga Północ z ramienia PZPR, zasiadając w Komisji Przemysłu, Komisji Spraw Zagranicznych oraz w Komisji Nadzwyczajnej do rozpatrzenia projektu Ordynacji Wyborczej do Sejmu oraz Ordynacji Wyborczej do Senatu. Członkini Ligi Kobiet Polskich.

## Odznaczenia i wyróżnienia
- Krzyż Oficerski Orderu Odrodzenia Polski (1984)
- Odznaka honorowa „Za Zasługi dla Warszawy”
- Złota Odznaka Związków Zawodowych
- Odznaka „Za zasługi dla przemysłu chemicznego”
- Warszawianka Roku (1976)[1]